# Naglfari
Naglfari è un gigante della mitologia norrena. Viene citato nei miti inerenti alla creazione del cosmo, in quanto è sposo di Nótt, figlia di Nörfi, e padre di Auðr, l'Etere.
Così viene citato nel Gylfaginning, la prima parte dell'Edda in prosa dello storico islandese Snorri Sturluson:
(Snorri Sturluson - Edda in prosa - Gylfaginning X - Traduzione di Stefano Mazza)